# Пола Марама
Пола Марама (англ. Paula Marama; нар. 13 лютого 1984) — колишня новозеландська тенісистка.
Найвищу одиночну позицію світового рейтингу — 443 місце досягла 27 вересня 2004 року.
Здобула 1 одиночний та 10 парних титулів туру ITF.
Завершила кар'єру 2006 року.

## Фінали ITF
| Турніри $100,000 |
| Турніри $75,000  |
| Турніри $50,000  |
| Турніри $25,000  |
| Турніри $10,000  |

### Одиночний розряд: 1 (1–0)
| Результат | Ранг | Дата            | Турнір               | Покриття | Суперниця | Рахунок |
| --------- | ---- | --------------- | -------------------- | -------- | --------- | ------- |
| Перемога  | 1.   | 15 березня 2004 | Ярравонґа, Австралія | Трава    | Юань Мен  | w/o     |

### Парний розряд: 12 (10–2)
| Результат | Ранг | Дата            | Турнір                      | Покриття   | Партнерка          | Суперниці                                | Рахунок            |
| --------- | ---- | --------------- | --------------------------- | ---------- | ------------------ | ---------------------------------------- | ------------------ |
| Перемога  | 1.   | 16 червня 2003  | Монтемор-у-Нову, Португалія | Тверде     | Еден Марама        | Zsuzsanna Babos Габріела Веласко Андреу  | 6–7(5–7), 6–3, 6–0 |
| Перемога  | 2.   | 27 липня 2003   | Дублін, Ірландія            | Килим      | Еден Марама        | Івонн Дойл Карен Нуджент                 | 6–4, 7–5           |
| Перемога  | 3.   | 24 серпня 2003  | Коїмбра, Португалія         | Тверде     | Даніелле Штейнберг | Ганна Коллін Неуза Сілва                 | 6–4, 7–6(7–3)      |
| Перемога  | 4.   | 22 вересня 2003 | Волос (місто), Греція       | Трава      | Еден Марама        | Laura-Ramona Husaru Viktoria Lytovchenko | 6–2, 6–4           |
| Перемога  | 5.   | 5 жовтня 2003   | Верту, Франція              | Тверде (i) | Еден Марама        | Ірина Бремон Євгенія Савранська          | 6–4, 6–2           |
| Поразка   | 1.   | 8 грудня 2003   | Каїр, Єгипет                | Ґрунт      | Еден Марама        | Катерина Бичкова Раїса Гуревич           | 0–6, 6–7(2–7)      |
| Перемога  | 6.   | 15 грудня 2003  | Каїр, Єгипет                | Ґрунт      | Еден Марама        | Раїса Гуревич Катерина Кожокіна          | 6–3, 6–0           |
| Перемога  | 7.   | 1 березня 2004  | Воррнамбул, Австралія       | Трава      | Еден Марама        | Кейсі Деллаква Джеслін Г'юїтт            | 6–3, 4–6, 6–2      |
| Перемога  | 8.   | 9 березня 2004  | Беналла, Австралія          | Трава      | Еден Марама        | Лорен Бредмор Кейсі Смеші                | 7–5, 6–1           |
| Перемога  | 9.   | 8 серпня 2004   | Рексем, Уельс               | Тверде     | Еден Марама        | Рушмі Чакравартхі Саня Мірза             | 7–6(7–4), 7–5      |
| Поразка   | 2.   | 3 серпня 2005   | Рексем, Уельс               | Тверде     | Рушмі Чакравартхі  | Ребекка Льєвеллін Анна Сміт              | 3–6, 5–7           |
| Перемога  | 10.  | 12 лютого 2006  | Веллінгтон, Нова Зеландія   | Тверде     | Кайрангі Вано      | Ліенн Бейкер Еллен Баррі                 | 6–3, 6–1           |